# Карневал у Рио де Жанеиру
Карневал у Рио де Жанеиру (порт. Carnaval carioca, Carnaval do Rio de Janeiro или Rio carnaval) званично почиње у последњи петак пре ускршњег поста и траје до среде пре подне. То је једна од главних атракција Рио де Жанеира. Разнобојна парада чланова школа самбе се сматра најспектакуларнијом прославом на свету. 

## Такмичење школа самбе
Карневал организују туристичка организација града и „Независна лига школа самбе Рио де Жанеира“ (Liga Independente das Escolas de Samba do Rio de Janeiro, LIESA). У организацију су укључене и телевизијске станице које директно преносе овај догађај. 
Свака школа самбе (Escola de Samba) сваке године бира одређену тему, израђује богато украшене покретне сценографије (алегорије) и костиме. Онда се утврђују детаљи ритмова, кореографије и наступа. Учесници целе године раде на припреми костима које ће носити на паради само пар сати. Иако спонзори покривају највеће трошкове продукције, сами учесници морају да финансирају своје костиме, што за многе од њих представља вишемесечну штедњу и одрицање. 
Специјална група (Grupo Especial) је највиша категорија у којој се налази 12 најбољих школа самбе. Сваке године се 2 најбоље школе из ниже групе селе у вишу, док најлошије оцењене две школе прелазе у нижу лигу. Постоје укупно 4 лиге. Победничка школа Специјалне групе добија новчану награду, али се већом наградом сматра сама почаст коју са собом носи титула победника. 

Ток параде специјалне групе је прецизно утврђен. Свака школа наступа са 3000-5000 учесника, подељених у четрдесетак подгрупа, и са 5-8 покретних сценографија. Из сугурносних разлога, сценографије се морају гурати ручно. Један наступ траје око 75 минута. Прекорачење или скраћење овог времена се кажњава при оцењивању. 
Сваку поворку обавезно предводи пар: порта бандера (она носи заставу своје школе) и местре сала (он игра око ње). Једна од секција су Бајане, жене из провинције Баије, које носе хаљине са широким кринолинама и врте се у круг. Музичку пратњу обезбеђује секција музичара са удараљкама - батерија. Њих предводе „шеф батерије“ и „краљица батерије“. Краљица је по правилу изузетно атрактивна и вешта играчица самбе, оскудно одевена у костим од перја јарких боја. Краљице батерије имају прворазредни статус звезда у Бразилу. 
Стадијум самбодром, са кога се може пратити парада, прима 88.500 посетилаца. Стаза којом се маршира је дуга 700 m. Програм почиње у 9 увече и траје до јутарњих сати, око 12 сати укупно. Сваке од две вечери на самбодрому наступа по 6 школа. Сваки наступ започиње ватрометом. 
У среду у подне почиње оцењивање које се директно преноси на ТВ у Бразилу. Ово је веома популаран програм. На крају процеса оцењивања (по више критеријума) проглашава се победничка школа. Шест најбољих школа наступа на паради шампиона на самбодрому наредне суботе. Последњих година најчешћи победник је била школа Бејжа флор (Beija Flor, у преводу: колибри) из предграђа Нилополиса.

### Победничке школе самбе од 1995.
| Година | Победник                    |
| ------ | --------------------------- |
| 1995   | Императриз леополдинензе () |
| 1996   | Мочидаде ()                 |
| 1997   | Вирадуро ()                 |
| 1998   | Мангеира ()                 |
|        | Бејжа флор ()               |
| 1999   | Императриз леополдинензе () |
| 2000   | Императриз леополдинензе () |
| 2001   | Императриз леополдинензе () |
| 2002   | Мангеира ()                 |
| 2003   | Бејжа флор ()               |
| 2004   | Бејжа флор ()               |
| 2005   | Бејжа флор ()               |
| 2006   | Вила Изабел ()              |
| 2007   | Бејжа флор ()               |
| 2008   | Бејжа флор ()               |
| 2009   | Салгеиро ()                 |
| 2010   | Унидос да Тижука ()         |
| 2011   | Бејжа флор ()               |
| 2012   | Унидос да Тижука ()         |
| 2013   | Вила Изабел ()              |
| 2014   | Унидос да Тижука ()         |

### Укупно (од првог карневала 1929)
- Портела (Portela) - 21 титула
- Мангеира (Mangueira) - 17 титула
- Бејжа флор (Beija-Flor) - 12 титула
- Империо серано (Império Serrano) и Салгеиро (Salgueiro) - 9 титула
- Императриз леополдинензе (Imperatriz Leopoldinense) - 8 титула
- Мочидаде (Mocidade) - 5 титула
- Унидос да Тижука (Unidos da Tijuca) - 4 титуле
- Вила Изабел (Vila Isabel) - 3 титуле
- Унидос да капела (Unidos da Capela) - 2 титуле
- Празер да сериња (Prazer da Serrinha), Естасио де са (Estácio de Sá), Вирадуро (Viradouro), Визиња фаладера (Vizinha Faladeira) и Рекрејо де Рамос (Recreio de Ramos) - 1 титула

## Балови
Поред карневалске параде, у граду се организују карневалски балови. Неки од њих су луксузни балови, рецимо онај у хотелу Копакабана Палас. Други балови нису толико ексклузивни, већ прихватају шири избор гостију. Међу њима се шаренилом истиче геј бал. 

## Улични карневал
Улични карневал је веома популаран међу житељима Рио де Жанеира. Овде се обично не виде луксузни костими, већ је акценат на музици, песми и игри. Музички састави који предводе уличне поворке се зову бандас (Bandas).
Неформалне групе учесника карневала се називају блокос (Blocos). Међу њима не постоји надметање. У Рију постоји око 30 блокоса.